# Mistrzostwa Rumunii w rugby union (1932)
Mistrzostwa Rumunii w rugby union 1932 – siedemnaste mistrzostwa Rumunii w rugby union. Trzecie w historii klubu mistrzostwo zdobyła drużyna CS Sportul Studențesc București.
W zawodach rozegranych w systemie "wiosna-jesień" brało udział osiem zespołów z Bukaresztu: Stadiul Român, TCR, PTT, Sportul Studențesc, RCB, Viforul Dacia, Avantul Sportiv oraz Arsenal.